# Episteme lambertiana
Episteme lambertiana là một loài bướm đêm trong họ Noctuidae.